# Mycetina compacta
Mycetina compacta is een keversoort uit de familie zwamkevers (Endomychidae). De wetenschappelijke naam van de soort werd in 1891 gepubliceerd door Léon Marc Herminie Fairmaire.